# Amfilochiusz Głuszycki
Amfilochiusz Głuszycki (zm. 12 października 1452) – święty mnich prawosławny.
O jego życiu wiadomo niewiele. Był zakonnikiem w jednym z monasterów w Ustiugu Wielkim, gdzie usłyszał o działalności Dionizego Głuszyckiego. W 1417 został jego uczniem duchowym w Monasterze Głuszyckim. Przez dwadzieścia lat był jego najbliższym przyjacielem i towarzyszem w życiu ascety, zaś po śmierci Dionizego - przełożonym klasztoru. Funkcję tę pełnił przez 15 lat, do swojej śmierci w 1452. 